# Gadabédji-Reservat
Das Gadabédji-Reservat (französisch: Réserve de Gadabédji) ist ein Naturschutzgebiet in Niger.

## Lage
Das Gadabédji-Reservat liegt im Norden des Gemeindegebiets von Gadabédji in der Region Maradi. Es befindet sich in der Sahelzone am Südrand der Wüste Sahara.

## Charakteristik

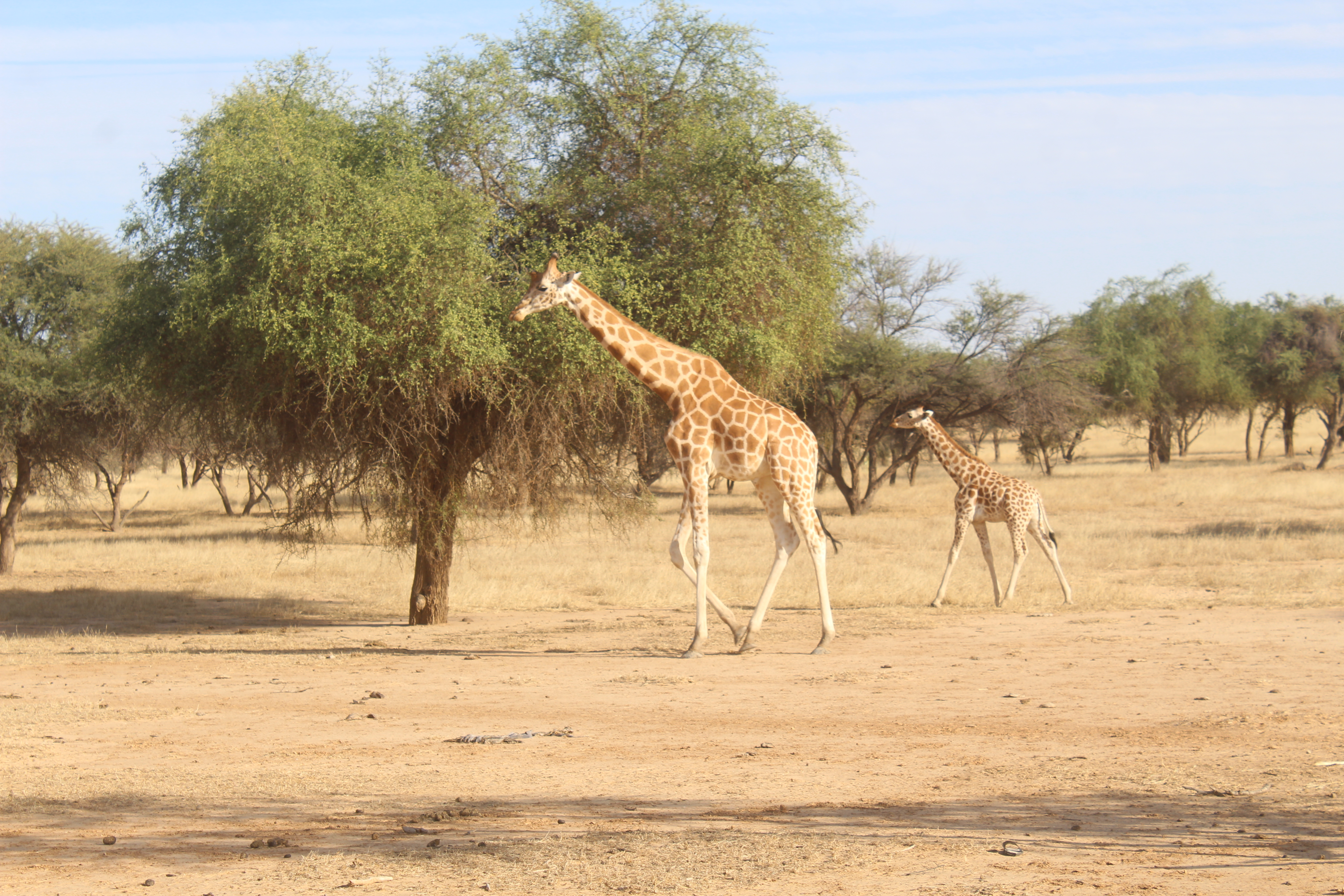
Westafrikanische Giraffen im Gadabédji-Reservat

In der Dünenlandschaft des Gadabédji-Reservats wachsen Akazien-Arten wie die Verek-Akazie und die Schirmakazie, Wüstendatteln, Bauhinien, Kinkéliba, Marula-Bäume und Guiera senegalensis. Zur Tierwelt zählen Damagazellen, Säbelantilopen, Afrikanische Strauße, Warzenschweine, Erdferkel, Geparde, Afrikanische Wildhunde, Korrigums und Löffelhunde. Im November 2018 wurden hier acht Westafrikanische Giraffen aus ihrem letzten verbleibenden Verbreitungsgebiet im Westen Nigers wiedereingeführt.
Neben Wilderei zählt illegale Transhumanz zu den größten Bedrohungen für die Tierwelt. Personalmangel erschwert die Überwachung des Naturschutzgebiets. Die Verwaltung des Gadabédji-Reservats obliegt der Direktion für Tierwelt, Jagd und Schutzgebiete im nigrischen Ministerium für Wasser, Umwelt und Bekämpfung der Desertifikation.

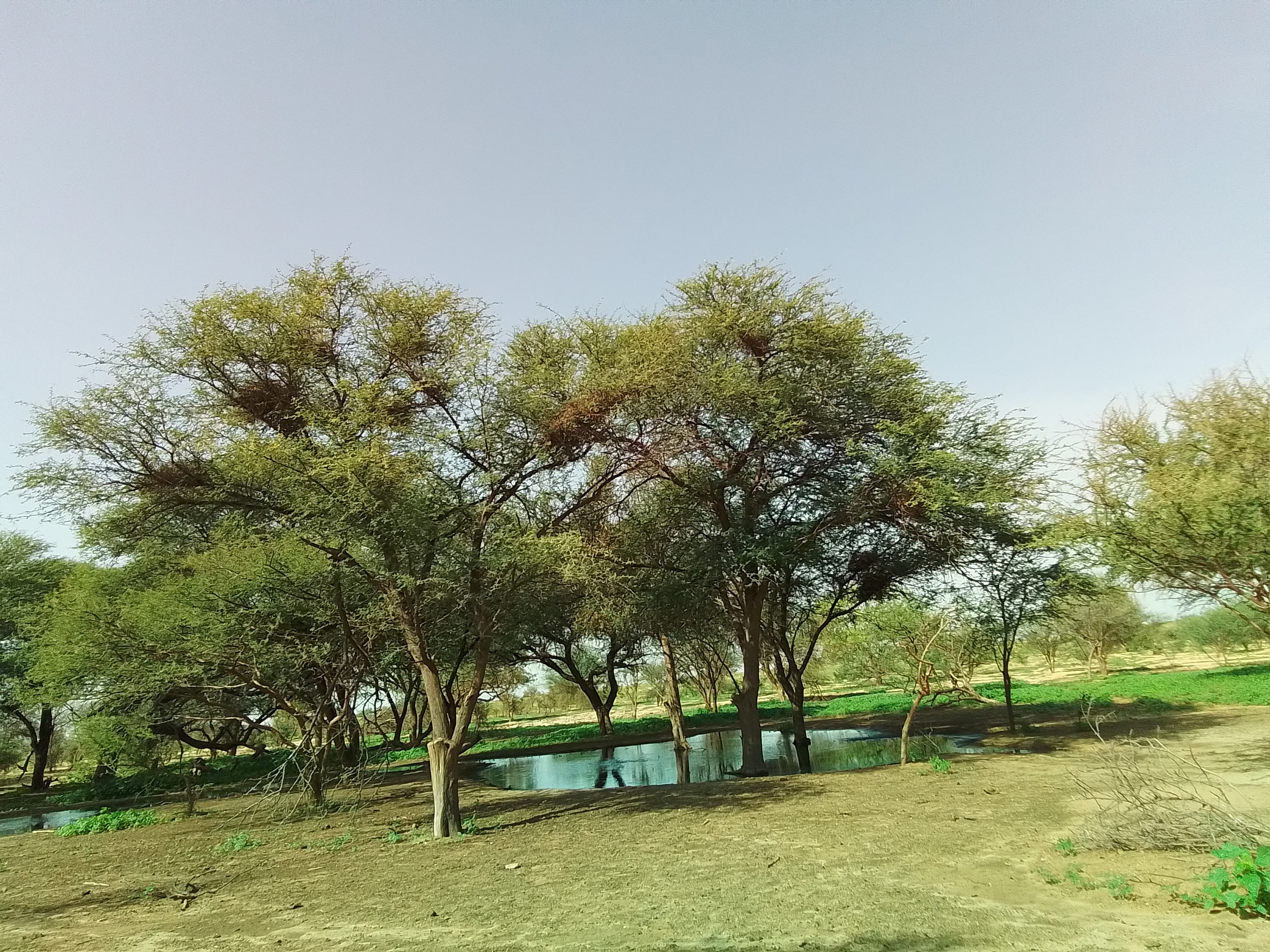
Teich im Gadabédji-Reservat

Das flächenmäßig größte stehende Gewässer innerhalb des Reservats ist der 69,5 Hektar große See Mare de Tiguitout beim Dorf Tiguitout.

## Geschichte
Noch in den 1930er Jahren zählte das Gebiet zu den wildreichsten in Niger. Die zunehmende nomadische Viehwirtschaft und die Jagd durch sesshafte Hausa ab den 1940er Jahren bedrohten die Tierwelt dermaßen, dass die französische Kolonialverwaltung 1955 das Gadabédji-Reservat zu deren Schutz gründete. Im Gründungserlass (und in vielen weiteren Quellen) wurde die Fläche des Reservats mit 76.000 Hektar angegeben, allerdings ergaben spätere Berechnungen eine tatsächliche Fläche von 68.000 Hektar. Von 1989 bis 1991 wurde ein Wiederansiedlungsprogramm für Oryxantilopen durchgeführt. 1991 wurden an der Ost- und der Westgrenze des Naturschutzgebiets Balsam-Wolfsmilch-Büsche angepflanzt, von denen jedoch nur jene im Westteil überlebten. Der nigrische Staat beantragte 2006 bei der UNESCO eine Aufnahme des Gadabédji-Reservats in die Welterbeliste.